# Leptothorax darlingtoni
Leptothorax darlingtoni är en myrart som först beskrevs av Wheeler 1937.  Leptothorax darlingtoni ingår i släktet smalmyror, och familjen myror. Inga underarter finns listade i Catalogue of Life.